# 影 (アルバム)
『影』（かげ）は、キングギドラのリミックス・ミニアルバム。1996年4月25日発売。発売元はPヴァイン。前年に発売されたアルバム「空からの力」からリミックスを3曲、未発表曲を2曲収録。客演にT.A.K. the Rhymeheadが参加している。

## 収録曲
1. 行方不明(DJ Kensei’sスムース・ミックス)
作詞：H. Sakakura, K. Kagami
作曲：K-Dub Shine
2. 重要参考人が見た犯行現場 featuring T.A.K. the Rhymehead
作詞：T.A.K. the Rhymehead
作曲：DJ Oasis
3. 真実の弾丸(フルート・ミックス)
作詞：H. Sakakura, K. Kagami
作曲：DJ Oasis
4. 地獄絵図~AOZの視点
作詞：H. Sakakura, K. Kagami
作曲：DJ Oasis
DJ Oasis最初のラップ参加作品。
5. 空からの力(マインド・ファンク・リミックス)
作詞：H. Sakakura, K. Kagami
作曲：DJ Oasis